# Connor (nome)
Connor  è un nome proprio di persona inglese e irlandese maschile.

## Varianti
- Inglese: Conor[1][3], Conner[1][2], Konnor[2]
  - Ipocoristici: Conn[1]
- Irlandese: Conchúr[1][2], Connor[2]
  - Irlandese antico: Conchobhar[1][2], Conchobar[1][2]

### Varianti in altre lingue
- Cornico: Congar[1]
- Gallese: Cynyr[1]
- Scozzese: Conchar[1]

## Origine e diffusione
Si tratta di una forma anglicizzata dell'antico gaelico Conchobhar (o della sua moderna forma irlandese Conchúr). Sulla sua etimologia vi sono diverse interpretazioni: il primo elemento potrebbe essere con (genitivo di cú, "segugio", "cane", "lupo"), con ("saggezza", "consiglio", "forza"), oppure kwon o kuno ("signore", "capo", "alto", da cui viene anche Conan), mentre il secondo potrebbe essere cobar ("che desidera"), cobhair ("aiuto"), kar-o ("amore") o barr ("punta", "cima"); tra le varie interpretazioni che vengono date al nome vi sono "alta volontà", "alto desiderio" o "amante dei segugi".
L'antico nome irlandese è portato da Conchobar mac Nessa, uno dei maggiori eroi dei miti irlandesi, protagonista del ciclo dell'Ulster, e in Irlanda è d'uso comune da secoli (così si chiamarono diversi sovrani dell'isola); da esso deriva il cognome O'Conchobhaír ("discendente di Conchobhar"), anglicizzato in O'Connor e quindi in Connor, e a sua volta ripreso come nome. Nel resto dei paesi anglofoni è in uso dal XIX secolo, anche se negli Stati Uniti era piuttosto raro prima del 1980, entrando fra i cento nomi più usati a partire dal 1992; la forma più comune del nome è Connor (a parte in Irlanda dove Conor è preponderante), che peraltro può in parte derivare da un diverso cognome inglese, Conner (dall'inglese antico cunnere, "ispettore", "esaminatore").

## Onomastico
L'onomastico si può festeggiare il 1º febbraio in memoria del beato Conor O'Devany (Concobhar Ó Duibheannaigh), martire a Dublino insieme con Patrizio O'Lougham (Pádraig Ó Lochráin).

## Persone

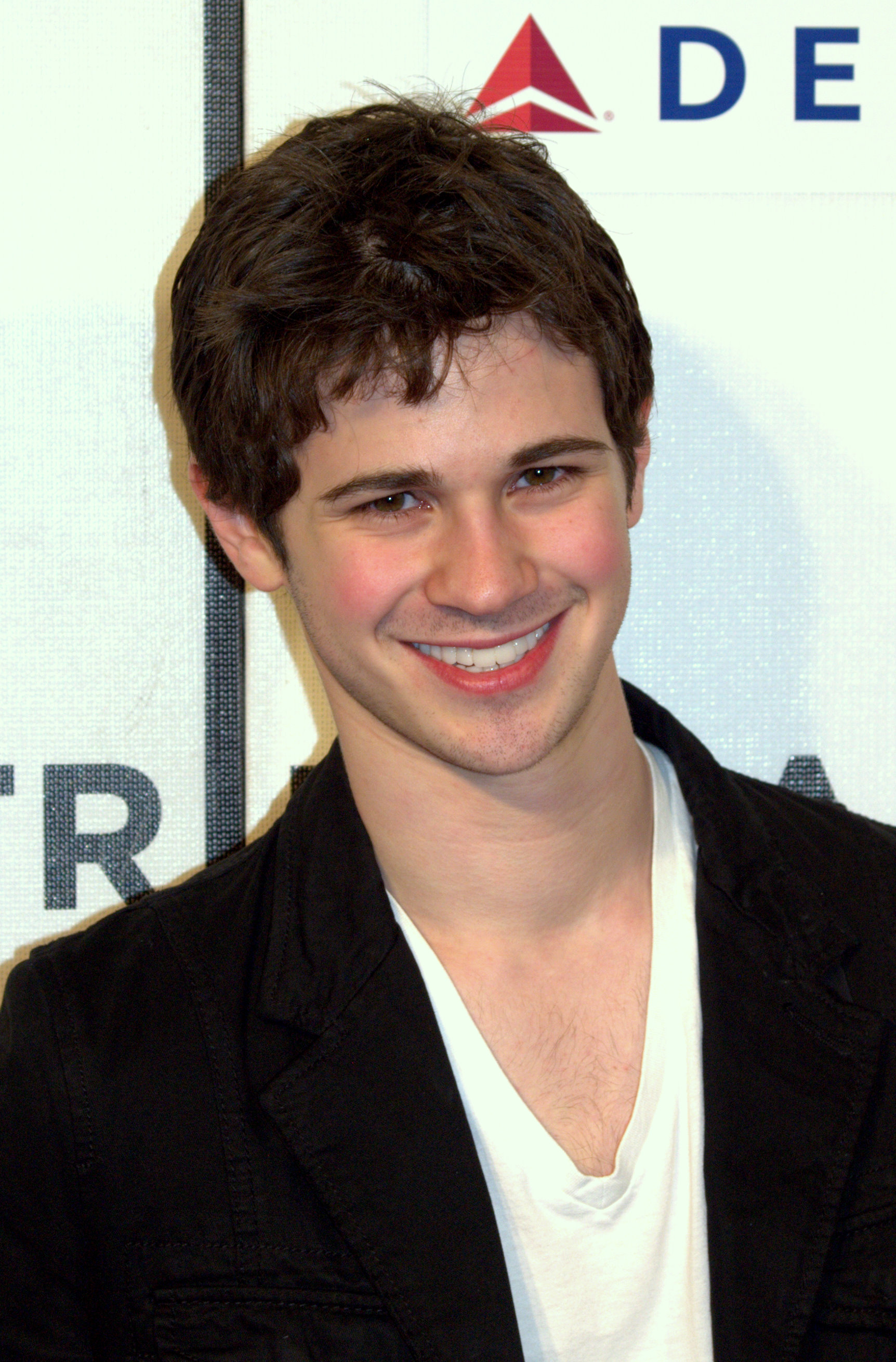
Connor Paolo

- Connor Barth, giocatore di football americano statunitense
- Connor Barwin, giocatore di football americano statunitense
- Connor Jessup, attore, sceneggiatore e regista canadese
- Connor Paolo, attore statunitense
- Connor Trinneer, attore statunitense
- Connor Wickham, calciatore inglese

### Variante Conor

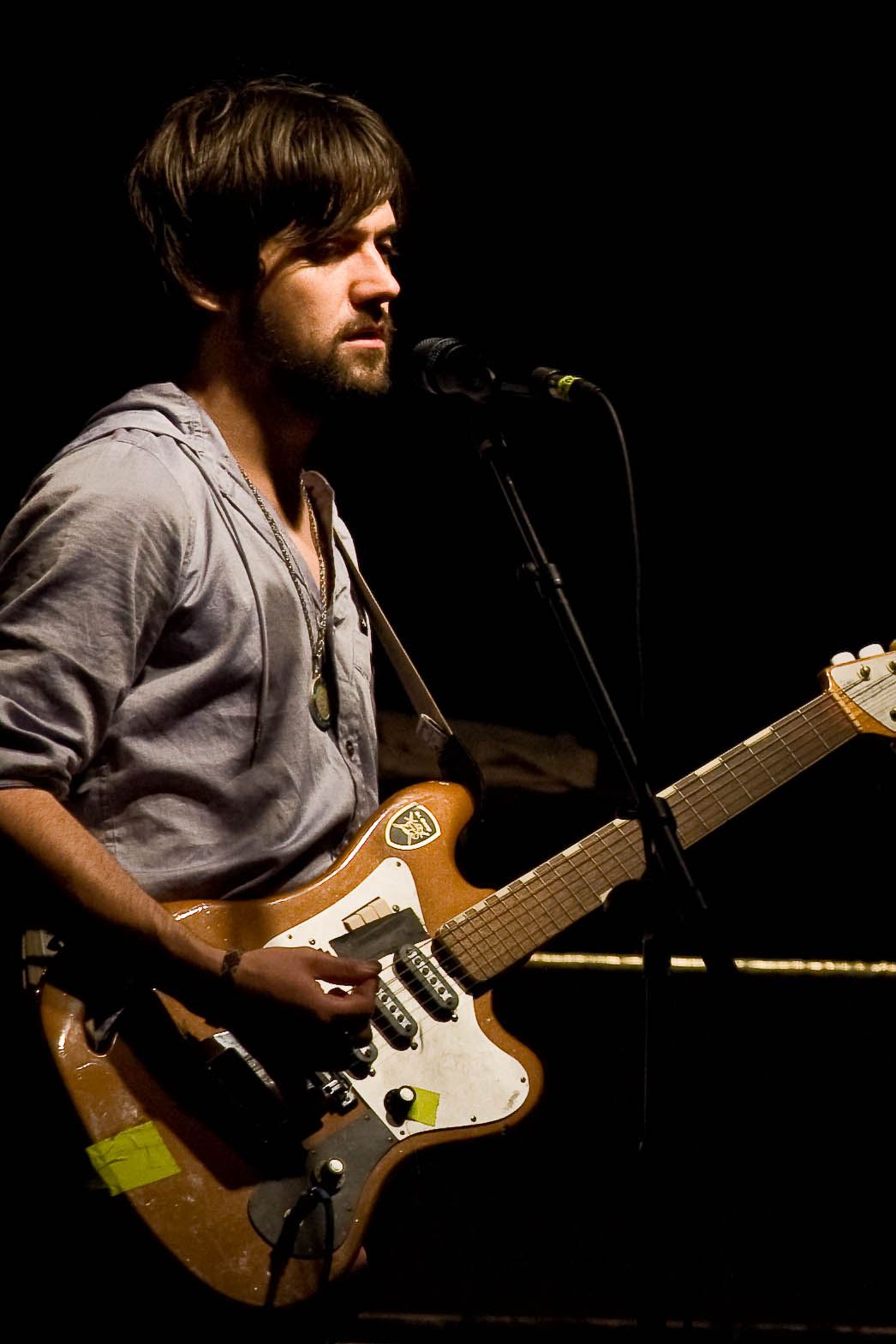
Conor Oberst

- Conor Clifford, calciatore irlandese
- Conor Coady, calciatore inglese
- Conor Doyle, calciatore statunitense
- Conor Hourihane, calciatore irlandese
- Conor Maynard, cantautore e youtuber inglese
- Conor McGregor, artista marziale misto irlandese
- Conor Oberst, cantautore e poeta statunitense

### Variante Conner
- Conner Henry, cestista e allenatore di pallacanestro statunitense
- Conner Rayburn, attore e doppiatore statunitense

### Variante Conn
- Conn Findlay, canottiere e velista statunitense
- Conn Iggulden, scrittore britannico
- Conn O'Neill, conte di Tyrone

### Variante Conchobar
- Conchobar Abradruad, sovrano supremo irlandese
- Conchobar mac Donnchada, sovrano supremo irlandese

## Il nome nelle arti
- Connor è un personaggio della serie televisiva Angel.
- Connor è uno dei protagonisti del videogioco Detroit: Become Human.
- Connor Hawke è un personaggio dei fumetti DC Comics.
- Connor Kenway è un personaggio del videogioco Assassin's Creed III.
- Connor MacLeod è un personaggio della saga cinematografica di Highlander.
- Connor Walsh è un personaggio della serie televisiva Le regole del delitto perfetto.